# Louis Secretan
Louis Secretan (ur. 5 września 1758 w Lozannie, zm. 24 maja 1839 w Lozannie) – szwajcarski mąż stanu, prawnik i mykolog.
W 1780 r. ukończył studia na Uniwersytecie w Tybindze i został doktorem prawa. W latach 1798–1799 i 1826–1827 był prezydentem kilku kantonów Szwajcarii. Pracował również jako prawnik. Brał udział w tworzeniu kantonu Vaud w 1803 roku, a w 1831 r. został mianowany prezesem sądu apelacyjnego.
Mykologia była jego hobby. W 1833 r. opublikowano jego trzytomową książkę pt. Mycographie suisse. Opisał w niej wiele gatunków grzybów, ale ich nazwy obecnie nie są uważane za ważne, ponieważ Secretan nie przestrzegał zasad nazewnictwa botanicznego – ponad połowa opisanych gatunków miała nazwy trójwyrazowe zamiast dwuwyrazowych.
W naukowych nazwach opisanych przez niego taksonów dodawany jest skrót jego nazwiska Secr.